# Île Sainte-Anne (Nantes)
Pour les articles homonymes, voir Île Sainte-Anne.
L'île Sainte-Anne était l'une des îles de Nantes, située au sud de l'île de la Prairie-au-Duc dont elle était séparée par un bras de la Loire qui sera comblé en 1902, elle constitue désormais la partie sud-ouest de l'actuelle île de Nantes.

## Histoire
En 1901, elle est vendue à la famille Écomard de Sainte-Pazanne et à M. Cordemais, qui la lotissent en y ouvrant des artères et des quais portant les noms de colonies françaises : d'ouest en est, le quai des Antilles, le boulevard des Antilles, la rue de Saint-Domingue, la rue du Tonkin, la rue du Sénégal et la rue de la Guyane, situées au sud du nouveau boulevard Benoni-Goullin. À partir de 1913 est construit le quai Président-Wilson sur la rive sud de l'île. Dans les années 1930, M. Cordemais vendra ses parts à Joseph Écomard.
Vingt ans plus tard, les héritiers Écomard vendent l'ensemble à l'État qui y installe le Marché d'intérêt national (MIN) en 1969 et du terminal ferroviaire, lesquels amputent la moitié ouest du boulevard Benoni-Goullin.

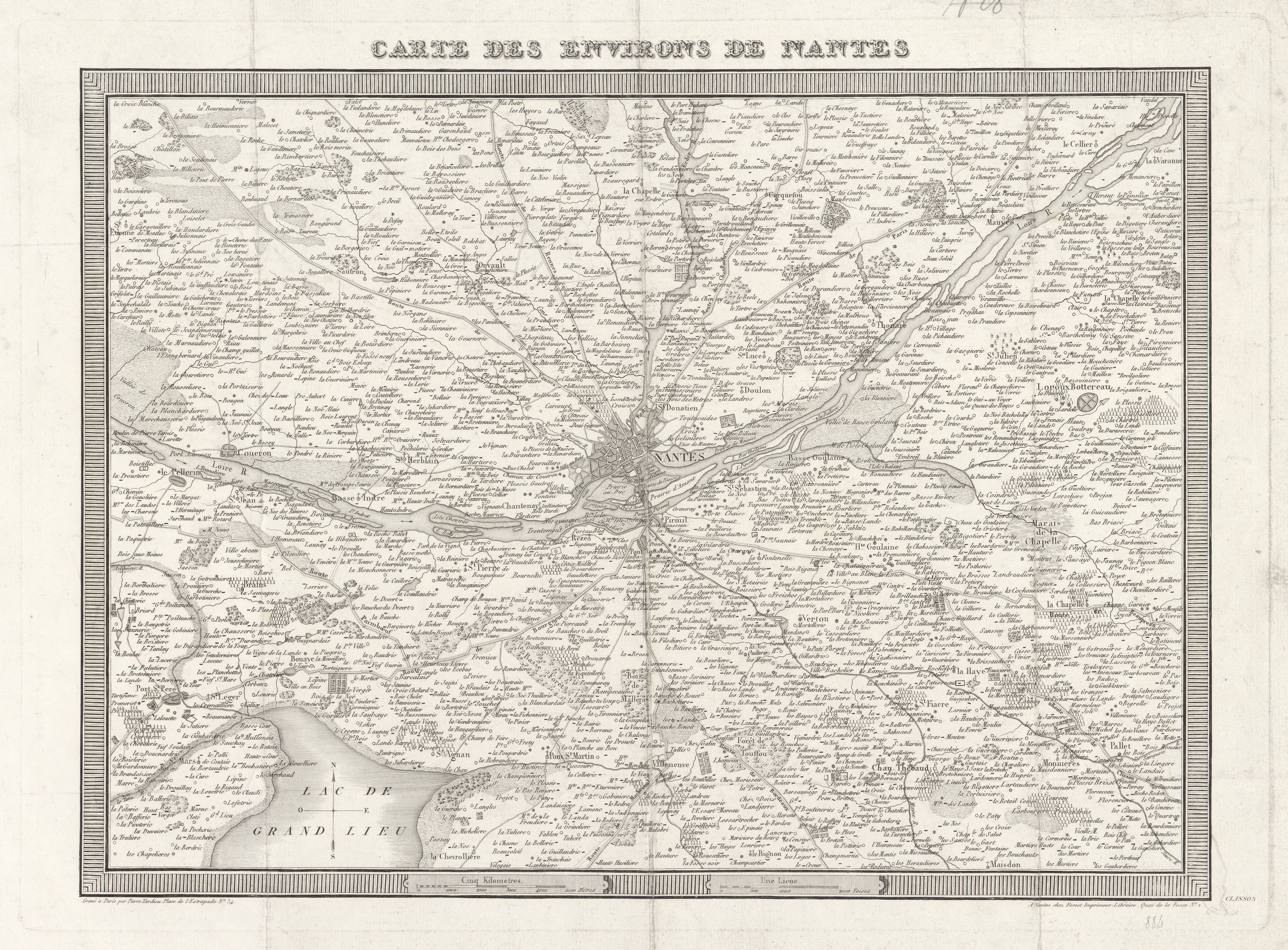
Île Sainte-Anne figurant sur la Carte des environs de Nantes, par Pierre Tardieu (1828)